# Zielony człowiek

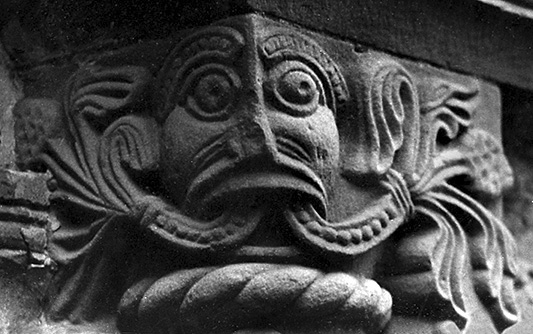
"Zielony człowiek" - kościół St. Mary and St. David w Kilpeck (Herefordshire, Anglia).

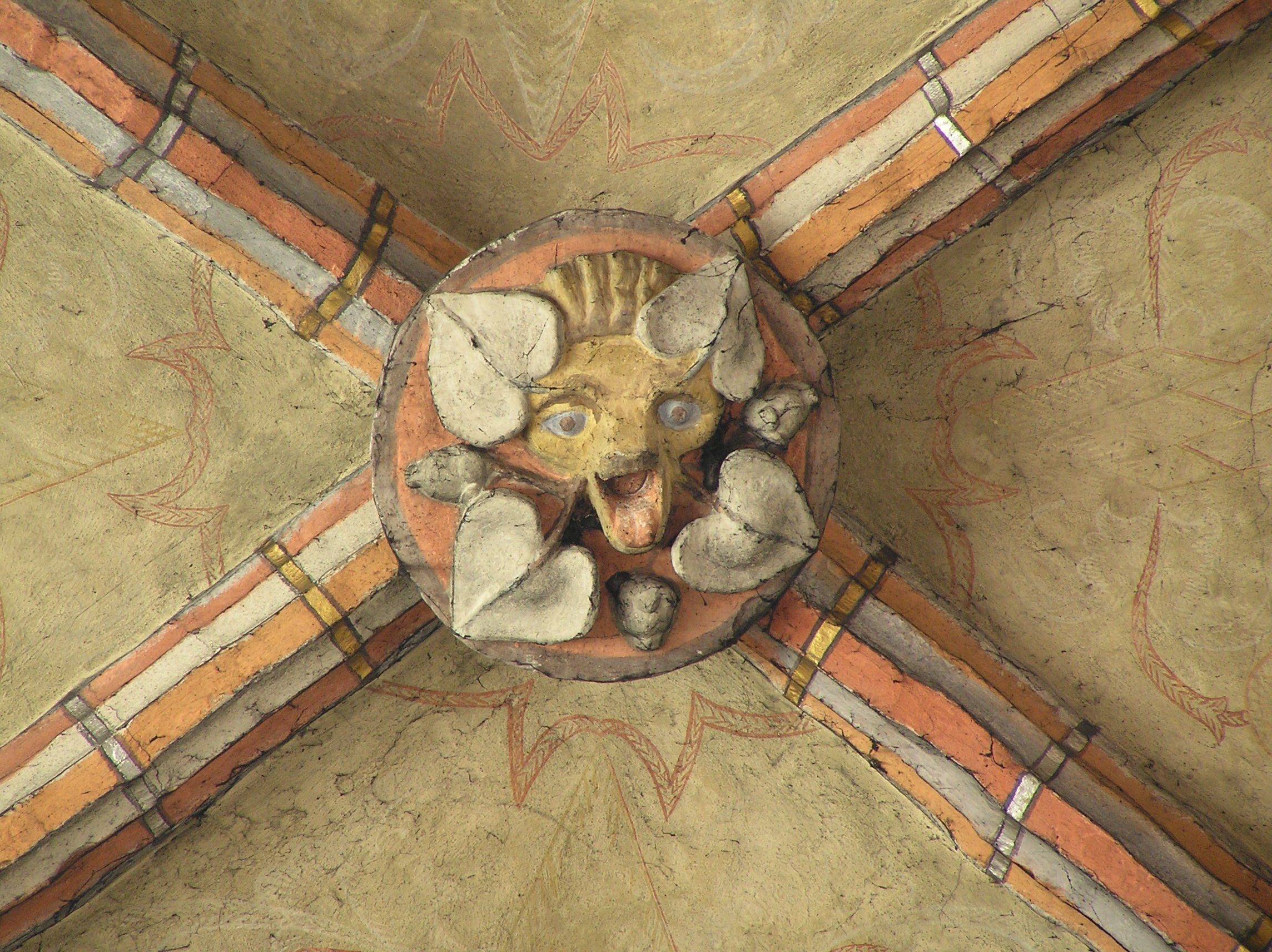
Chełmno, fara zwornik liściasty

Zielony człowiek (fr. homme vert) – element architektoniczny przedstawiający ludzką twarz z rosnącymi z ust pnączami lub okrytą liśćmi.